# Lekkoatletyka na Letnich Igrzyskach Olimpijskich 2016 – bieg na 800 m mężczyzn
Bieg na 800 metrów mężczyzn – jedna z konkurencji biegowych rozgrywanych podczas XXXI Igrzysk Olimpijskich w Rio de Janeiro. Zmagania odbyły się pomiędzy 12–15 sierpnia na Stadionie Olimpijskim.
Tytuł mistrzowski z poprzednich igrzysk obronił David Rudisha, w finale wystąpił Marcin Lewandowski, zajmując szóste miejsce, natomiast Adam Kszczot odpadł po biegach półfinałowych.
W zawodach wzięło udział 58 zawodników z 39 krajów.

## Terminarz
Opracowano na podstawie materiału źródłowego.

Wszystkie godziny podane są w czasie brazylijskim (UTC-03:00) oraz polskim (CEST).
| Data             | Godzina rozpoczęcia | Godzina rozpoczęcia |            |
| Data             | UTC-03:00           | CEST                |            |
| ---------------- | ------------------- | ------------------- | ---------- |
| 12 sierpnia 2016 | 10:10               | 15:10               | Eliminacje |
| 13 sierpnia 2016 | 22:08               | 03:08               | Półfinały  |
| 15 sierpnia 2016 | 22:00               | 03:00               | Finał      |

## Statystyka

### Rekordy
W poniższej tabeli przedstawiono rekord świata i olimpijski, rekordy poszczególnych kontynentów oraz najlepszy rezultat na świecie w 2016 roku.
|                                                      | Zawodnik           | Wynik   | Miejsce        | Data                  |
| ---------------------------------------------------- | ------------------ | ------- | -------------- | --------------------- |
| Rekord świata                                        | David Rudisha      | 1:40,91 | Londyn         | 9 sierpnia 2012(dts)  |
| Rekord olimpijski                                    | David Rudisha      | 1:40,91 | Londyn         | 9 sierpnia 2012(dts)  |
| Rekord Afryki                                        | David Rudisha      | 1:40,91 | Londyn         | 9 sierpnia 2012(dts)  |
| Rekord Ameryki Południowej                           | Joaquim Cruz       | 1:41,77 | Kolonia        | 26 sierpnia 1984(dts) |
| Rekord Ameryki Północnej                             | Johnny Gray        | 1:42,60 | Koblencja      | 28 sierpnia 1985(dts) |
| Rekord Australii i Oceanii                           | Peter Snell        | 1:44,3  | Christchurch   | 3 lutego 1962(dts)    |
| Rekord Azji                                          | Youssef Saad Kamel | 1:42,79 | Monako         | 29 lipca 2008(dts)    |
| Rekord Europy                                        | Wilson Kipketer    | 1:41,11 | Kolonia        | 24 sierpnia 1997(dts) |
| Najlepszy wynik na listach światowych w sezonie 2016 | David Rudisha      | 1:43,35 | Székesfehérvár | 18 lipca 2016(dts)    |

### Najlepsze wyniki na świecie
Poniższa tabela przedstawia 10 najlepszych rezultatów na świecie w sezonie 2016 tuż przed rozpoczęciem zawodów.
| Poz. | Zawodnik                    | Reprezentacja     | Wynik   | Data        | Miejsce               |
| ---- | --------------------------- | ----------------- | ------- | ----------- | --------------------- |
| 1.   | David Rudisha               | Kenia             | 1:43,35 | 18 lipca    | Székesfehérvár        |
| 2.   | Nicholas Kiplangat Kipkoech | Kenia             | 1:43,37 | 29 kwietnia | Nairobi               |
| 3.   | Jonathan Kitilit            | Kenia             | 1:43,48 | 29 kwietnia | Nairobi               |
| 4.   | Donavan Brazier             | Stany Zjednoczone | 1:43,55 | 10 czerwca  | Eugene                |
| 5.   | Alfred Kipketer             | Kenia             | 1:43,73 | 1 lipca     | Eldoret               |
| 6.   | Pierre-Ambroise Bosse       | Francja           | 1:43,88 | 22 lipca    | Londyn                |
| 7.   | Taoufik Makhloufi           | Algieria          | 1:43,92 | 5 lipca     | Saint-Maur-des-Fossés |
| 8.   | Brandon McBride             | Kanada            | 1:43,95 | 22 lipca    | Londyn                |
| 9.   | Ferguson Rotich             | Kenia             | 1:44,05 | 1 lipca     | Eldoret               |
| 10.  | Ayanleh Souleiman           | Dżibuti           | 1:44,06 | 9 lipca     | Barcelona             |

Pogrubioną czcionką oznaczono zawodników, którzy wystartowali w zawodach.

## Wyniki

### Eliminacje
Awans: Trzech najszybszych zawodników z każdego biegu (Q) oraz trzech z najlepszymi czasami wśród przegranych (q).
Opracowano na podstawie materiału źródłowego.

#### Bieg 1.
| Pozycja | Tor | Zawodnik          | Reprezentacja        | Czas    | Uwagi   |
| ------- | --- | ----------------- | -------------------- | ------- | ------- |
| 1.      | 5   | Ayanleh Souleiman | Dżibuti              | 1:45,48 | Q       |
| 2.      | 1   | Amel Tuka         | Bośnia i Hercegowina | 1:45,72 | Q       |
| 3.      | 2   | Boris Berian      | Stany Zjednoczone    | 1:45,87 | Q       |
| 4.      | 4   | Kléberson Davide  | Brazylia             | 1:46,14 | q       |
| 5.      | 3   | Žan Rudolf        | Słowenia             | 1:46,93 | SB      |
| 6.      | 6   | Antoine Gakeme    | Burundi              | 1:47,46 |         |
| 7.      | 7   | Musa Hajdari      | Kosowo               | 1:48,41 |         |
| –       | 8   | Abraham Rotich    | Bahrajn              | DSQ     | R163.3a |

#### Bieg 2.
| Pozycja | Tor | Zawodnik         | Reprezentacja | Czas    | Uwagi |
| ------- | --- | ---------------- | ------------- | ------- | ----- |
| 1.      | 4   | Adam Kszczot     | Polska        | 1:45,83 | Q     |
| 2.      | 2   | Ferguson Rotich  | Kenia         | 1:46,00 | Q     |
| 3.      | 6   | Andrés Arroyo    | Portoryko     | 1:46,17 | Q     |
| 4.      | 3   | Hamada Mohamed   | Egipt         | 1:46,65 | q     |
| 5.      | 7   | Rafith Rodríguez | Kolumbia      | 1:46,65 | SB    |
| 6.      | 8   | Boitumelo Masilo | Botswana      | 1:48,48 |       |
| 7.      | 1   | Luke Mathews     | Australia     | 1:50,17 |       |
| 8.      | 5   | Brice Etès       | Monako        | 1:50,40 |       |

#### Bieg 3.
| Pozycja | Tor | Zawodnik             | Reprezentacja     | Czas    | Uwagi |
| ------- | --- | -------------------- | ----------------- | ------- | ----- |
| 1.      | 6   | David Rudisha        | Kenia             | 1:45,09 | Q     |
| 2.      | 3   | Rynardt van Rensburg | Południowa Afryka | 1:45,67 | Q,    |
| 3.      | 5   | Michael Rimmer       | Wielka Brytania   | 1:45,99 | Q     |
| 4.      | 1   | Clayton Murphy       | Stany Zjednoczone | 1:46,18 | q     |
| 5.      | 7   | Jinson Johnson       | Indie             | 1:47,27 |       |
| 6.      | 2   | Anthony Romaniw      | Kanada            | 1:47,59 |       |
| 7.      | 8   | Lutimar Paes         | Brazylia          | 1:48,38 |       |
| 8.      | 7   | Benjamín Enzema      | Gwinea Równikowa  | 1:52,14 |       |
| 9.      | 4   | Alex Beddoes         | Wyspy Cooka       | 1:52,76 | PB    |

#### Bieg 4.
| Pozycja | Tor | Zawodnik         | Reprezentacja                      | Czas    | Uwagi   |
| ------- | --- | ---------------- | ---------------------------------- | ------- | ------- |
| 1.      | 2   | Alfred Kipketer  | Kenia                              | 1:46,61 | Q       |
| 2.      | 8   | Andreas Bube     | Dania                              | 1:46,67 | Q       |
| 3.      | 1   | Yassine Hathat   | Algieria                           | 1:46,81 | Q       |
| 4.      | 5   | Álvaro de Arriba | Hiszpania                          | 1:46,86 |         |
| 5.      | 6   | Wesley Vázquez   | Portoryko                          | 1:46,96 |         |
| 6.      | 4   | Charles Jock     | Stany Zjednoczone                  | 1:47,06 |         |
| 7.      | 3   | Elliot Giles     | Wielka Brytania                    | 1:47,88 |         |
| 8.      | 7   | Yiech Biel       | Olimpijska reprezentacja uchodźców | 1:54,67 |         |
| –       | 7   | Joshua Ilustre   | Guam                               | DSQ     | R163.3a |

#### Bieg 5.
| Pozycja | Tor | Zawodnik           | Reprezentacja     | Czas    | Uwagi |
| ------- | --- | ------------------ | ----------------- | ------- | ----- |
| 1.      | 7   | Taoufik Makhloufi  | Algieria          | 1:49,17 | Q     |
| 2.      | 8   | Mostafa Smaili     | Maroko            | 1:49,29 | Q     |
| 3.      | 3   | Giordano Benedetti | Włochy            | 1:49,40 | Q     |
| 4.      | 1   | Shō Kawamoto       | Japonia           | 1:49,41 |       |
| 5.      | 6   | Jacob Rozani       | Południowa Afryka | 1:49,79 |       |
| 6.      | 2   | Jozef Repčík       | Słowacja          | 1:49,95 |       |
| 7.      | 5   | Nijel Amos         | Botswana          | 1:50,46 |       |
| 8.      | 4   | Kevin López        | Hiszpania         | 1:53,41 |       |

#### Bieg 6.
| Pozycja | Tor | Zawodnik                | Reprezentacja | Czas    | Uwagi |
| ------- | --- | ----------------------- | ------------- | ------- | ----- |
| 1.      | 2   | Brandon McBride         | Kanada        | 1:45,99 | Q     |
| 2.      | 6   | Marcin Lewandowski      | Polska        | 1:46,35 | Q     |
| 3.      | 1   | Mark English            | Irlandia      | 1:46,40 | Q     |
| 4.      | 8   | Jeff Riseley            | Australia     | 1:46,93 |       |
| 5.      | 3   | Abubaker Haydar Abdalla | Katar         | 1:47,81 |       |
| 6.      | 5   | Pol Moya                | Andora        | 1:48,88 |       |
| 7.      | 4   | Alex Amankwah           | Ghana         | 1:50,33 |       |
| —       | 7   | Abdelati El Guesse      | Maroko        | —       | DNF   |

#### Bieg 7.
| Pozycja | Tor | Zawodnik                 | Reprezentacja                | Czas    | Uwagi |
| ------- | --- | ------------------------ | ---------------------------- | ------- | ----- |
| 1.      | 2   | Pierre-Ambroise Bosse    | Francja                      | 1:48,12 | Q     |
| 2.      | 4   | Mohammed Aman            | Etiopia                      | 1:48,33 | Q     |
| 3.      | 1   | Amine Belferar           | Algieria                     | 1:48,40 | Q     |
| 4.      | 8   | Daniel Andújar           | Hiszpania                    | 1:48,50 |       |
| 5.      | 7   | Charles Grethen          | Luksemburg                   | 1:48,93 |       |
| 6.      | 6   | Peter Bol                | Australia                    | 1:49,36 |       |
| 7.      | 5   | Francky-Edgard Mbotto    | Republika Środkowoafrykańska | 1:52,97 |       |
| —       | 3   | Musaeb Abdulrahman Balla | Katar                        | —       | DNS   |

### Półfinały
Awans: Dwóch najszybszych zawodników z każdego biegu (Q) oraz dwóch z najlepszymi czasami wśród przegranych (q).
Opracowano na podstawie materiału źródłowego.

#### Bieg 1.
| Pozycja | Tor | Zawodnik              | Reprezentacja   | Czas    | Uwagi |
| ------- | --- | --------------------- | --------------- | ------- | ----- |
| 1.      | 3   | Pierre-Ambroise Bosse | Francja         | 1:43,85 | Q,    |
| 2.      | 4   | Taoufik Makhloufi     | Algieria        | 1:43,85 | Q,    |
| 3.      | 6   | Marcin Lewandowski    | Polska          | 1:44,56 | q,    |
| 4.      | 5   | Ferguson Rotich       | Kenia           | 1:44,65 | q     |
| 5.      | 8   | Mostafa Smaili        | Maroko          | 1:45,78 |       |
| 6.      | 2   | Kléberson Davide      | Brazylia        | 1:46,19 |       |
| 7.      | 1   | Andrés Arroyo         | Portoryko       | 1:46,74 |       |
| 8.      | 7   | Michael Rimmer        | Wielka Brytania | 1:46,80 |       |

#### Bieg 2.
| Pozycja | Tor | Zawodnik             | Reprezentacja        | Czas    | Uwagi |
| ------- | --- | -------------------- | -------------------- | ------- | ----- |
| 1.      | 3   | Alfred Kipketer      | Kenia                | 1:44,38 | Q     |
| 2.      | 4   | Boris Berian         | Stany Zjednoczone    | 1:44,56 | Q     |
| 3.      | 7   | Yassine Hathat       | Algieria             | 1:44,81 | PB    |
| 4.      | 8   | Amel Tuka            | Bośnia i Hercegowina | 1:45,24 |       |
| 5.      | 2   | Rynardt van Rensburg | Południowa Afryka    | 1:45,33 | PB    |
| 6.      | 5   | Brandon McBride      | Kanada               | 1:45,41 |       |
| 7.      | 1   | Andreas Bube         | Dania                | 1:45,87 | SB    |
| 8.      | 6   | Mohammed Aman        | Etiopia              | 1:46,14 |       |

#### Bieg 3.
| Pozycja | Tor | Zawodnik           | Reprezentacja     | Czas    | Uwagi |
| ------- | --- | ------------------ | ----------------- | ------- | ----- |
| 1.      | 5   | David Rudisha      | Kenia             | 1:43,88 | Q     |
| 2.      | 4   | Clayton Murphy     | Stany Zjednoczone | 1:44,30 | Q,    |
| 3.      | 3   | Adam Kszczot       | Polska            | 1:44,70 |       |
| 4.      | 6   | Ayanleh Souleiman  | Dżibuti           | 1:45,19 |       |
| 5.      | 1   | Mark English       | Irlandia          | 1:45,93 |       |
| 6.      | 2   | Giordano Benedetti | Włochy            | 1:46,41 | SB    |
| 7.      | 7   | Amine Belferar     | Algieria          | 1:46,55 |       |
| 8.      | 8   | Hamada Mohamed     | Egipt             | 1:48,17 |       |

### Finał
Opracowano na podstawie materiału źródłowego.
| Pozycja | Tor | Zawodnik              | Reprezentacja     | Czas    | Uwagi |
| ------- | --- | --------------------- | ----------------- | ------- | ----- |
| 01 !    | 3   | David Rudisha         | Kenia             | 1:42,15 | SB    |
| 02 !    | 6   | Taoufik Makhloufi     | Algieria          | 1:42,61 | NR    |
| 03 !    | 1   | Clayton Murphy        | Stany Zjednoczone | 1:42,93 | PB    |
| 4.      | 4   | Pierre-Ambroise Bosse | Francja           | 1:43,41 | SB    |
| 5.      | 8   | Ferguson Rotich       | Kenia             | 1:43,55 | SB    |
| 6.      | 2   | Marcin Lewandowski    | Polska            | 1:44,20 | SB    |
| 7.      | 5   | Alfred Kipketer       | Kenia             | 1:46,02 |       |
| 8.      | 7   | Boris Berian          | Stany Zjednoczone | 1:46,15 |       |